# L'Arenari
L'Arenari és una obra d'Arquimedes originàriament anomenada Psammites on l'autor presumia, dirigint-se al rei Geló, de poder escriure un nombre més gran que el nombre de grans de sorra necessaris per omplir l'univers.
En aquest treball, tot i que gairebé totes les seves obres radiquen en la geometria i en aplicacions físiques, Arquimedes mostra la seva faceta més creativa tractant el tema de la diferenciació entre finit i infinit demostrant que tota la quantitat de grans de sorra d'una platja, de la Terra o els necessaris per omplir l'Univers, malgrat ser un nombre molt gran, és un nombre finit.
Per tant, l'objectiu que pretenia assolir Arquimedes amb l'Arenari era demostrar que el nombre de grans de sorra no era infinit i que ell podia concebre el nombre que representa la quantitat de grans de sorra necessaris per omplir l'Univers. Per poder assolir aquest objectiu, va haver d'inventar una notació que li permetés referir-se a nombres d'aquesta mida.
Per assolir aquest propòsit, Arquimedes va utilitzar una de les teories astronòmiques més importants de l'antiguitat, la formulada per Aristarc de Samos cap al segle iii aC, en la qual es proposava situar la Terra en moviment al voltant del Sol. És a dir, Arquimedes va considerar un model heliocèntric per a la seva demostració. A més a més, també es va basar en certes estimacions contemporànies a ell sobre la mida de certs cossos i astres.

## Estimació del nombre de grans de sorra necessaris

### Dimensions de l'univers
Arquimedes va complir la seva promesa de considerar les màximes dimensions de l'univers per així poder omplir de grans de sorra fins i tot “l'enorme món” d'Aristarc. Arquimedes va començar amb certes estimacions de la seva època relatives a la mida de la Terra, la Lluna i el Sol. A l'obra s'explica que l'estimació de la circumferència de la Terra és d'uns 300.000 estadis (unes 30.000 milles, ja que l'estadi utilitzat generalment era una dècima part d'una milla). Arquimedes, considerant que potser l'estimació era massa baixa, va imaginar que la circumferència de la Terra era de 3.000.000 d'estadis.
D'altra banda, Aristarc havia calculat que el diàmetre del Sol era entre 18 i 20 vegades el diàmetre de la lluna, el qual és menor que el de la Terra. Per no quedar-se curt, Arquimedes va suposar que el diàmetre del Sol no era més gran que 30 vegades el de la Lluna o, cosa que és el mateix dins del seus càlculs en excés, el de la Terra. Arquimedes va considerar aquesta mida com una cota superior de la mida del Sol i va assignar una cota inferior mitjançant el diàmetre aparent del Sol, calculat mitjançant una suposició del propi Arquimedes sobre el diàmetre angular que satisfeia l'estimació que havia fet Aristarc en una de les seves observacions.

El diàmetre angular ens dona una mida aparent de la dimensió dels cossos celestes.

En darrer lloc, Arquimedes va suposar que l'univers d'Aristarc, segons les observacions de l'astrònom i matemàtic de Samos, era esfèric i que el diàmetre d'aquest en relació al diàmetre de l'òrbita de la Terra al voltant del Sol era proporcional a la relació existent entre la mateixa òrbita de la Terra al voltant del sol i el diàmetre de la Terra. És a dir,si dòrbita = k · dTerra, llavors el dunivers = k · dòrbita, on dòrbita és el diàmetre de l'òrbita de la Terra al voltant del sol.
Aleshores, mitjançant aquestes hipòtesis, Arquimedes va demostrar que el diàmetre de l'univers que estava considerant era menor que 10¹⁰ estadis.

### Mida d'un gra de sorra i conclusions
Arquimedes també va fer una estimació de la mida d'una gra de sorra, tornant a moure's sobre segur, i va suposar que 10.000 grans de sorra superaven la mida d'una llavor de cascall i que el diàmetre d'aquestes llavors no era menor que 1/40 de l'amplada d'un dit. A més a més, un estadi era menor que 10.000 dits. Per tant, reunint tots els càlculs i suposicions, Arquimedes va arribar a la conclusió que per a poder omplir l'univers que Aristarc havia concebut, no serien necessaris més grans de sorra que el nombre que nosaltres escriuríem com 1063.

#### Comprovació que 1063és una aproximació encertada:
Multipliquem els dits que fan un estadi per 40, ja que cada dit “conté” 40 diàmetres de llavor de cascall, per saber les llavors necessàries per omplir un estadi:
10.000 · 40 = 400.000 llavors de cascall
Ara, el nombre de llavors pels grans de sorra que omplen una llavor per a saber els grans de sorra que omplen un estadi:
400.000 · 10.000 = 4.000.000.000 = 4x10⁹ grans de sorra
Finalment, amb la fórmula del volum d'una esfera perquè l'Univers d'Aristarc és esfèric i com ja sabem el diàmetre d'aquest (10¹⁰ estadis), calculem una aproximació dels grans de sorra:
4/3 · [(10¹⁰ · 4x10⁹) / 2]3 · π
Si considerem el 3 i π com el mateix valor (es cancel·larien i cal especificar que obtindríem un “resultat final aproximat menor al real”), ens queda la següent aproximació:
(6,4x1058) / 2 = 3,2x1058
Per tant, podem acabant arrodonint per excés a 1059 i, tenint en compte que és simplement una aproximació; que la fórmula del volum de l'esfera d'aquella època era diferent a l'actual perquè, per exemple, no es coneixia el nombre pi; i que Arquimedes no es volia “quedar curt”, queda demostrat que 1063 és una mesura encertada per a omplir l'Univers que Arquimedes havia considerat.

## Notació emprada per Arquimedes
Òbviament, Arquimedes no va utilitzar la notació de 1063 per a nombrar el nombre de grans de sorra necessaris. El que va fer el matemàtic de Siracusa va ser crear el seu propi sistema per a poder “escriure els nombres grans”. Aquest sistema el podríem catalogar col·loquialment com un sistema posicional amb base 108.

### El sistema de numeració d'Arquimedes.
En aquella època, el nombre més gran que es podia expressar era una miríada, que equival a 10.000 unitats. És a dir, una miríada és el nombre que actualment expressem com 104. Llavors, multiplicant aquesta miríada per tots els valors possibles, Arquimedes va aconseguir estendre aquest valor fins al que seria una miríada de miríades, és a dir, 108 = 104 · 104. Tots aquests nombres coneguts fins ara són els que Arquimedes va anomenar com “els nombres primers”.
Aleshores, Arquimedes va considerar la miríada de miríades (108) com la unitat dels “nombres segons” i tots els múltiples d'aquesta, seguint el mateix procés que amb els nombres primers fins a arribar a una altra miríada de miríades, com els nombres que formen aquests nombres segons. És a dir, Arquimedes ja havia definit l'actual 10¹⁶ = 108 * 108.
I d'aquesta manera, repetint aquest mateix procés, Arquimedes var arribar al (108)^(108). Llavors, tots els nombres que ja havia definit els va anomenar “nombres del primer període” i, aquest darrer nombre, el (108)^(108), va ser considerat com la “unitat” del segon període.
Seguidament, anàlogament al procés emprat per formar els nombres primers, segons, tercers..., Arquimedes va anar concebent el primer període, el segon període, el tercer període,..., fins a arribar al que és el major nombre anomenat per Arquimedes: el ((108)^(108))^(108) = (108)^(10¹⁶). Aquest darrer nombre formava part del període de miríades de miríades i en base decimal seria escrit amb com un 1 seguit de 80.000 milions de milions de xifres.
Finalment, cal esmentar que en aquest treball d'Arquimedes sobre “els nombres gegantins” s'esmenta de passada el principi que després conduiria a la invenció dels logaritmes, és a dir, que la suma dels “ordres” de diversos nombres correspon a l' ”ordre” del producte d'aquests:
10a · 10b = 10a+b